# Mahavatar Babaji

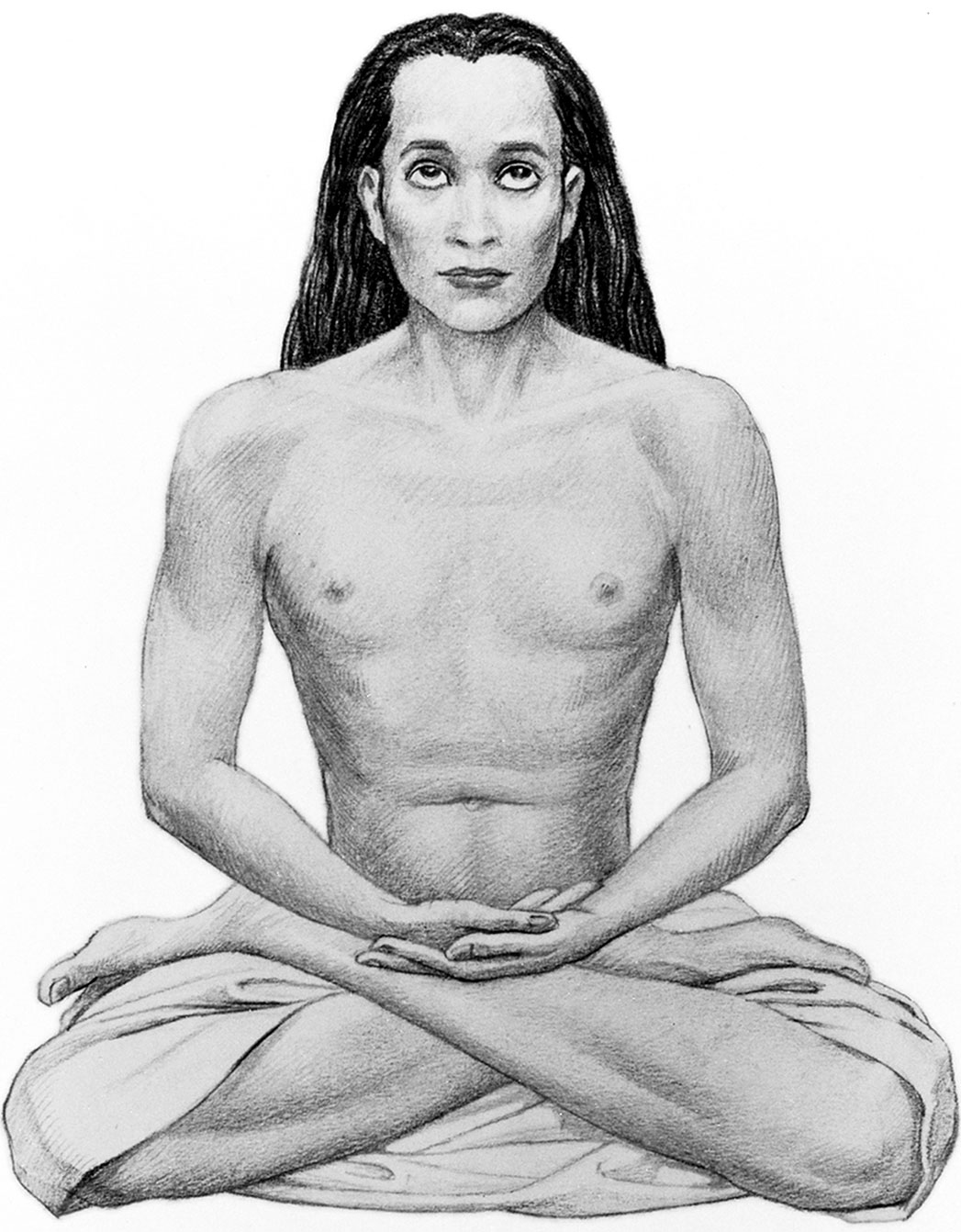
Mahavatar Babaji; dieses Bild wurde von Yogananda beauftragt und anhand seiner Angaben erstellt.

Mahavatar Babaji Maharaj ist ein mythologischer Sadhu, der seit vielen Jahrhunderten im Himalaya existieren soll. Er soll am 30. November 203 n. Chr. in Tamil Nadu geboren worden und von seinen Eltern Nagaraj genannt worden sein. Anhänger betrachten ihn als Maha-Avatar (großer Avatar). Er ist allgemein unter dem Namen Babaji bekannt, einem Ehrentitel, übersetzbar mit ‚höchstverehrter Vater‘: Baba (‚Vater‘) ist in Sanskrit die Anrede für einen Mönch, und die Nachsilbe -ji soll besondere Verehrung ausdrücken.

## Berichte
Der erste bislang bekannte Bericht über eine Begegnung stammt vom hinduistischen Guru Lahiri Mahasaya (1828–1895), der Babaji ab 1861 mehrfach getroffen haben und von ihm „zum Wohl der gesamten Menschheit“ in den Kriya Yoga eingeweiht worden sein soll. Daraufhin habe Lahiri Mahasaya im Auftrag seines Guru diese zwischenzeitlich vergessene Lehre wiederbelebt. Auch Yukteswar (1855–1936), dem bedeutendsten Schüler Lahiri Mahasayas, soll Mahavatar Babaji ab 1894 mehrfach körperlich erschienen sein. Yukteswars bekanntestes Buch The Holy Science sei auf ausdrücklichen Wunsch seines paramaguru („Guru seines Guru“) geschrieben worden. Bereits Lahiri Mahasaya hatte angekündigt, dass diese Lehre von nachfolgenden Linienhaltern später auch im Westen verbreitet würde.
Ab 1920 berichtete auch Paramahansa Yogananda von körperlichen Begegnungen mit Mahavatar Babaji, der erst durch sein Buch Autobiographie eines Yogi (1946) einer breiten Öffentlichkeit im Westen bekannt wurde. Laut Yogananda habe Babaji vor Lahiri Mahasaya und Yukteswar bereits Shankara (einen bedeutenden Hindu-Philosophen des 8. Jahrhunderts) und den indischen Mystiker des 15. Jahrhunderts Kabir in den Kriya-Yoga eingeweiht. Babajis Sendung bestehe darin, Propheten zu helfen, ihrer Bestimmung gerecht zu werden.
Laut Yogananda und den von ihm zitierten Gurus habe Babaji Unsterblichkeit im Körper erlangt, das heißt, er könne sich jederzeit an jedem Ort materialisieren. Er zeige sich jedoch bloß sehr weit fortgeschrittenen Yogis, und auch denen höchst selten. Gleiches gelte auch für seine Schwester, genannt Mataji, was höchstverehrte Mutter bedeutet.